# جفت الدموع (فلم)
جفت الدموع هو فيلمٌ مصريٌ أُنتج عام 1975، وهو آخر فيلم مثلته نجاة الصغيرة.

## قصة الفيلم
هدى نور الدين (نجاة الصغيرة)، مطربة معروفة، قام بتربيتها الثري رياض عبد الدايم (محمود المليجي) بعد وفاة والدها، ورغم أنه يحبها كامرأة، لكنها لا تبادله الشعور، وتعتبره بمثابة والدها.
في المقابل هناك الصحفي الناجح سامي كرم (محمود ياسين)، وهو صحفي يكتب المقالات السياسية، ومتزوج، وله ابن من زوجته فريدة (شريفة ماهر). يهتم بأمر المطربة هدى بعد أن احتجت على مقال الصحفي عثمان جاب الله (إبراهيم سعفان)، الذي قام بتشويه صورتها الفنية بعد أن رفضت الغناء من أشعاره.
تنشأ قصة حب بين هدى وسامي، ويحاول منافسه الصحفي فؤاد عبد الجبار (يوسف شعبان)، استغلال هذه العلاقة لتشويه صورة سامي الذي ينافسه في انتخابات النقابة، يساعده في ذلك عثمان جاب الله الذي يتجسس على الحبيبين.
يقوم سليم (عبد المنعم إبراهيم) بإقناع هدى بترك سامي حتى لا تؤثر على حياته المهنية، والاجتماعية. تتخلى هدى عن هذه العلاقة، وتطلب من فؤاد عبد الجبار، منافس سامي، أن لا يستغل هذه العلاقة للفوز في الانتخابات.

## أغاني الفيلم
قدمت في الفيلم الأغاني التالية:
| الأغنية                | المؤلف              | الملحن          |
| ---------------------- | ------------------- | --------------- |
| ما استغناش عنك بالدنيا | عبد الوهاب محمد     | محمد الموجي     |
| حمد لله ع السلامة      | عبد الرحمن الأبنودي | كمال الطويل     |
| إلى حبيبي (متى ستعرف)  | نزار قباني          | محمد عبد الوهاب |
| وحياة الهوى            | مرسي جميل عزيز      | حلمي بكر        |

## وصلات خارجية
- مقالات تستعمل روابط فنية بلا صلة مع ويكي بيانات
- جفت الدموع على موقع كاروهات
- جفت الدموع على موقع الدهليز